# مدفأة زيتية

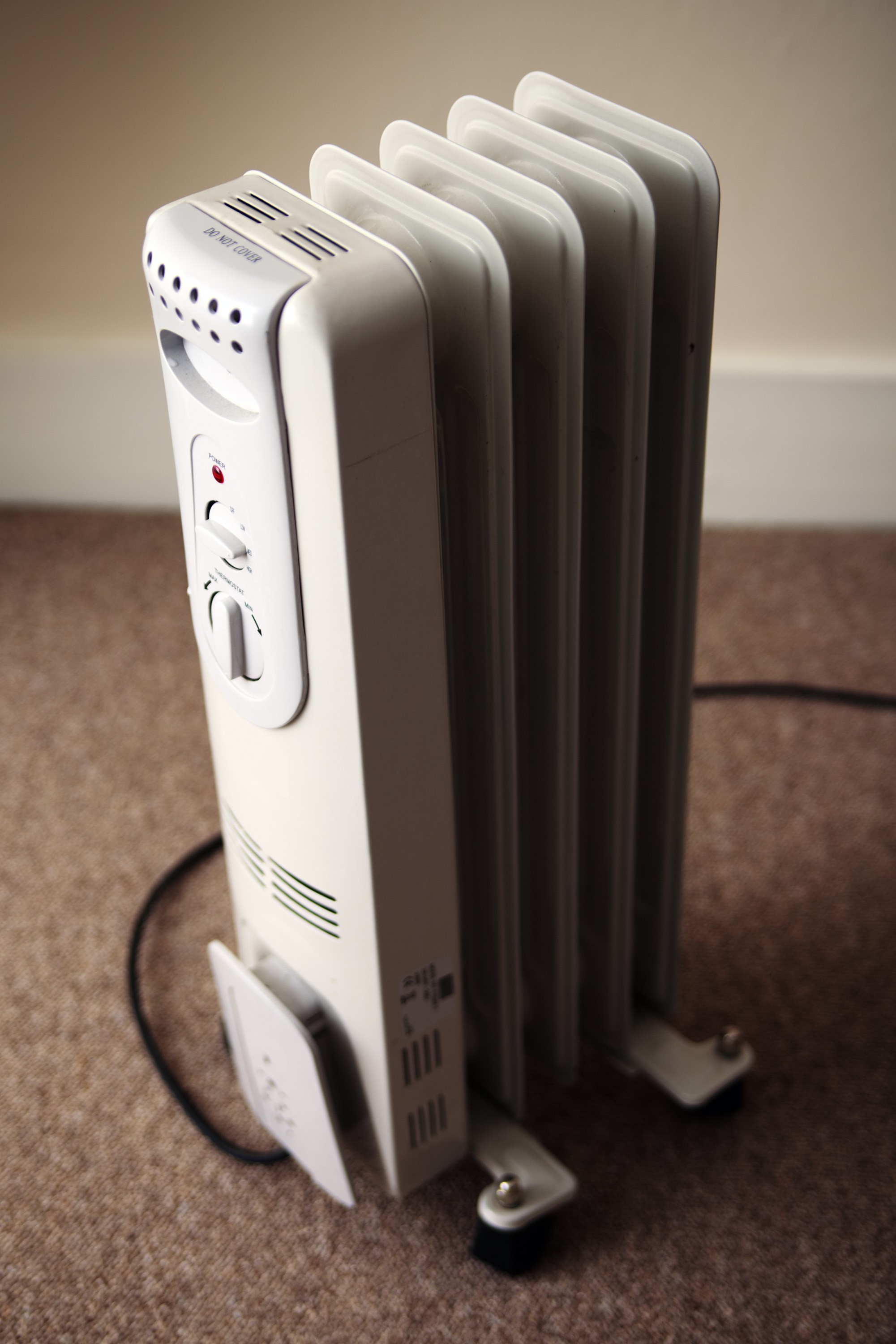
مدفأة زيتية نموذجية

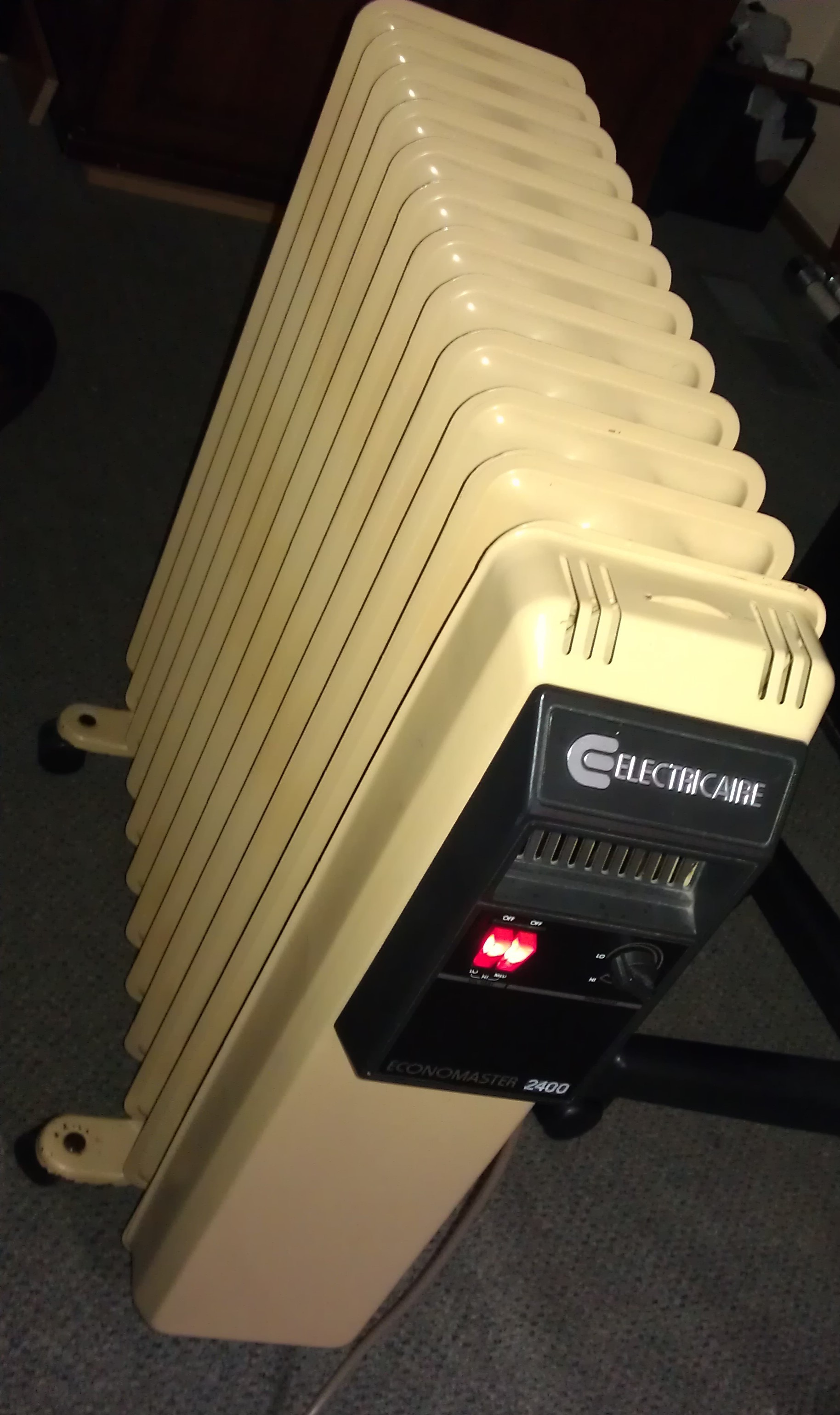
سخان زيت كهربائي موديل إلكتركير إيكونوماستر 2400

المدفأة الزيتية أو الصوبة الزيتية أو المشعاع المملوء بالزيت، أو الصوبة العمودية، (بالإنجليزية: Oil heater) تعد أحد الأشكال الشائعة لسخان الحمل الحراري المستخدم في التدفئة المنزلية. على الرغم من أنه مملوء بالزيت، فإنه يتم تسخينه كهربائيًا ولا يتضمن حرق أي وقود زيت؛ يتم استخدام الزيت كخزان حراري لانهائي، وليس كوقود يحترق ويتجدد.  
كما تقدم بعض الشركات مدفآت زيتية بمروحة، لزيادة تدفق ومرور الهواء على المدفأة. نظرًا لأنها تعمل باستمرار على توصيل الهواء البارد من الغرفة إلى السخان، يمكن ان تحسن المروحة من توزيع الهواء الحار في كافة ارجاء الغرفة لزيادة مداورة الهواء. يكون معدل تدفق الحرارة من المدفأة إلى الهواء المار بها أعلى عندما يكون هناك فرق كبير في درجة حرارة هواء الغرفة والمدفأة.

## كيفية عملها
تتكون المدافئ الزيتية من أعمدة أو ما تسمى بريش معدنية ذات تجاويف يتدفق داخلها الزيت ويكون انتقال الحرارة بحرية حول المدفأة. يسخن عنصر التسخين في قاعدة المدفأة الزيت والذي يشبه تماماً الموجود في سخان المياه، بعدها يتدفق الزيت حول تجاويف المدفأة عن طريق الحِمل. يمتلك الزيت سعة حرارية نوعية ونقطة غليان مرتفعتين نسبيًّا. تسمح السعة الحرارية النوعية للزيت بنقل الطاقة الحرارية بكفاءة من عنصر التسخين، في حين يسمح له ارتفاع درجة غليانه بالبقاء في الحالة السائلة لغرض التدخين، بحيث لا تضطر المدفأة لامتلاك وعاء ضغط مرتفع.
يسخن عنصر التسخين الزيت، الذي ينقل الحرارة إلى المعدن عبر الحمل الحراري، ثم عبر الجدران عن طريق التوصيل الحراري، ثم إلى الوسط المحيط عن طريق حمل الهواء والإشعاع الحراري. تبنى أعمدة المدفأة الزيتية عادةً كريش رقيقة، بحيث تكون المساحة السطحية للأعمدة المعدنية كبيرة بالمقارنة مع كمية الزيت والعنصر الذي يوفر التدفئة. تسمح المساحة السطحية الكبيرة للمزيد من الهواء بملامسة المدفأة في أي لحظة زمنية، ما يسمح للحرارة بالانتقال بشكل أكثر فعالية. ما يؤدي إلى درجة حرارة سطحية آمنة بما يكفي للسماح بلمسها. نتيجة السعة الحرارية النوعية للزيت والقطع المعدنية فإن هذا النوع من المدافئ يتطلب بضع دقائق ليسخن ويبرد، موفرًا مخزنًا حراريًّا قصير الأمد.

## الكفاءة
رغم أن تشغيل المدافئ الزيتية أغلى ثمنًا وأنها توفر تدفئة مساحات أقل بكثير من مدافئ الغاز، إلا أنها ما تزال تستخدم بشكل واسع في غرف النوم والمساحات الأخرى المغلقة صغيرة أو متوسطة الحجم. هذا لأن مدافئ الغاز -خاصة عندما لا تكون مجهزة بمدخنة- غير مناسبة للاستعمال في غرف النوم؛ إذ لا يمكن استخدام مدافئ الغاز في المساحات المغلقة بسبب الانبعاثات التي تنتجها ونقص الأكسجين الذي تسببه. يبقي هذا المدافئ الكهربائية، كالمدافئ الزيتية، والمدافئ ذات المراوح، والمضخات الحرارية، كبدائل حصرية.
يمكن قياس عدة مؤشرات على الكفاءة فيما يخص المدافئ، كمردود تسخين غرفة بمقدار معين من الاستطاعة، ومردود المولد الكهربائي الذي يغذي المدفأة والهدر الطاقي الناتج عن نقل الكهرباء عبر خطوط الطاقة الكهربائية. كذلك يمكن أن تأخذ القياسات بعين الاعتبار مقدار احتفاظ المدفأة بدرجة الحرارة في مكان ما أعلى من مستوى محدد. يمكن لهكذا قياس أن يكتشف عدم كفاءة المدفأة في تدفئة غرفة دافئة أصلًا. تجهز العديد من المدافئ (معظم الطرازات المتوفرة) بمنظم حرارة لمنع هذه التدفئة غير الكفوءة، ما يخفض بدوره تكاليف التشغيل. كانت هذه الميزة شائعةً أكثر بكثير في المدافئ الزيتية منها في المدافئ الأرخص ذات المراوح حتى وقت قريب؛ بالتالي فإن العديد من المدافئ الزيتية القديمة كانت أرخص وتشغيلها أكثر كفاءة اقتصادية من المدافئ المعاصرة لها والتي تستخدم المراوح ولا تمتلك منظم حرارة.
تراوح المدافئ الزيتية العادية من حيث استهلاك/خرج الاستطاعة من 300 واط إلى 2400 واط، ويتناسب طولها وعدد أعمدتها إلى حد ما مع استطاعتها. تكون مدفأة زيتية باستطاعة 2400 واط بطول 1م (3.3 قدم) تقريبًا.
كل مدافئ المقاومة الكهربائية فعالة (كفوءة) بنسبة 100%، وتتحدد كلفة تشغيلها حسب استطاعتها وطول مدة تشغيلها. تحتاج مدفأة باستطاعة 500 واط على الأقل ضعفي المدة الزمنية التي تحتاجها مدفأة باستطاعة 1000 واط للوصول إلى نفس حالة منظم الحرارة؛ الاستهلاك الكلي للكهرباء نفسه لكليهما. 
للمقارنة، تمتلك مضخة حرارية كهربائية تستخدم للتدفئة المنزلية عادةً كفاءةً أكبر بكثير من 100%، يعبر عنها باسم معامل الأداء. 

## الاخطار والحوادث
- تشير بعض الاخطار المحتملة إلى وقوع حوادث انفجار تؤدي إلى حصول حرائق من خسائر مادية أو اضرار جسدية أو حتى قاتلة، وتعد واحدة من أهم الاسباب انفجار المدفأة نتيجة حصول خلل ما في قطعة داخل المدفأة يدعى منظم الحرارة الذي يقوم تثبيت درجة حرارة المدفأة وفق المستوى المطلوب، ويتلخص مبدأ عمله بوجود جزء داخله يدعى ثنائي المعدن حيث يعمل على معامل التمدد الحراري فعند تمدده يقوم باغلاق قاطع التيار الكهربائي داخل منظم الحرارة وذَلك عند ارتفاع درجة الحرارة فوق المستوى المطلوب وعند انخفاض مستوى الحرارة المطلوبة يقوم بتشغيل قاطع أو مفتاح التيار الكهربائي وبهذه الطريقة يقوم منظم الحرارة بتثبيت وتنظيم درجة حرارة المدفأة المطلوبة، ومن المعروف علمياً أن المدفأة الزيتية قابلة للانفجار عند وصولها لدرجات حرارة عالية نتيجة تمدد وتفاقم الزيت داخلها، فعند حصول خلل أو عطل ما في منظم الحرارة وغالباً نتيجة فشل في تمدد ثنائي المعدن الخاصة بمنظم الحرارة فلا يقوم المنظم بفصل التيار الكهربائي مما يسمح للمدفأة الزيتية بالعمل بصورة مستمرة دون انقطاع وبالتالي وصولها إلى درجات حرارة عالية ليتسبب هذا بوقوع الانفجار، كما ان الزيوت بصورة عامة النباتية والصناعية على حد سواء قابلة للاشتعال وبالخصوص عند وقوعها على مواد هشة معينة للاشتعال كالاقمشة والقطن وما يشابهها، ومن الآثار المترتبة على الانفجار نشوب حريق ودخان أسود كثيف وانبعاث روائح كريهة وزيت على الجدران والأسطح وحروق جسدية قد تكون مميتة وقد يكون الانفجار في بعض الاحيان عنيفاً يحمل معه شظايا من هيكل المدفأة قد يتسبب في قتل وارد جداً، كما ان بعض المدافئ الزيتية الجديدة لا تفصل عند ارتفاع درجة حرارتها ويعتبر سوءً صناعياً وينبغي الصيانة العاجلة.[7][8][9][10]